# Bisdom Ales-Terralba
Het bisdom Ales-Terralba (Latijn: Dioecesis Uxellensis-Terralbensis; Italiaans: Diocesi di Ales-Terralba) is een in Italië gelegen rooms-katholiek bisdom met zetel in Ales. Het bisdom behoort tot de kerkprovincie Oristano en is suffragaan aan het aartsbisdom Oristano.
Het bisdom Ales werd opgericht in de 7e eeuw en het bisdom Terralba in de 12e eeuw. Op 8 december 1503 werden de bisdommen samengevoegd. De huidige bisschop is Giovanni Dettori.

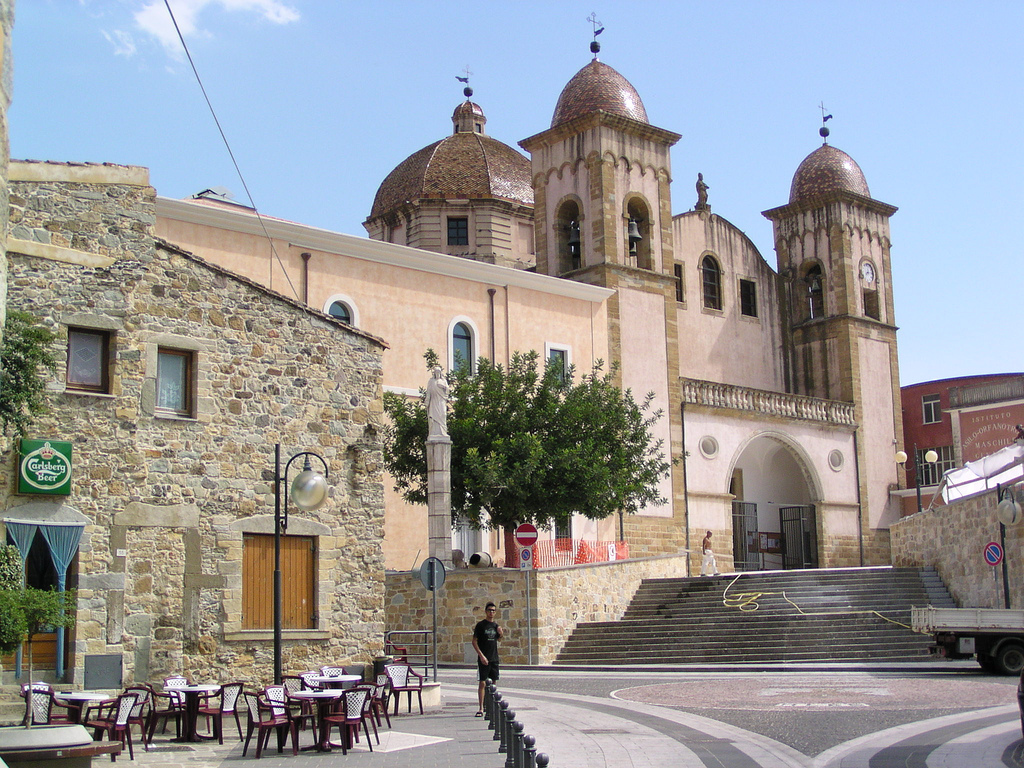
Kathedraal van Ales